# Меченые
«Меченые» — советский художественный фильм, снятый режиссёром Вячеславом Сорокиным в 1991 году.
Первая крупная работа в кино актёра Алексея Нилова.

## Сюжет
Действие фильма начинается в июле 1906 года в Крыму, где группа подпольщиков-революционеров пытается отправить доктора с экспроприированными деньгами и оружием — пистолетом Маузер К-96 — на станцию. Повозка доктора нарывается на патруль, который пытается выяснить, что у него в багаже. Доктор вынужден бежать. Спустившись с обрыва, он прячет саквояж с оружием и деньгами в скале, но затем его убивают.
Действие фильма переносится в 1989 год, месяц и место действия те же — июль, Крым.
Местная мафия собирается расправиться с членами оперативной группы МВД. Случайно узнавший об этом Неизвестный (Максим), представившийся «бывшим номенклатурщиком», выходит на связь с сотрудником силовых структур с целью помешать планам мафии. Однако спасти людей не удается. Уходя от бандитов, Неизвестный (Максим) спускается к той самой скале, где был спрятан саквояж, случайно его обнаруживает и забирает с собой. В тот же день Макс покидает город. Однако один из боевиков мафии садится ему на «хвост».
Далее события разворачиваются в Ярославле, где главный герой Максим (Нилов) занимается ремонтом обуви, а его напарник Георгий (Варчук) работает завхозом в школе. Мастерская — лишь прикрытие для друзей, которые, на самом деле, пытаются бороться с мафией своими способами, грабя местных воротил теневого бизнеса.
Несмотря на все меры предосторожности, бандиты с помощью коррумпированного сотрудника КГБ выходят на след друзей и, пытаясь взять в заложники Георгия, случайно убивают его. Преступники, считая, что Максим ничего не знает, назначают ему встречу, на которой требуют вернуть деньги в обмен на жизнь друга.
Во время скоротечного боя на даче директора крематория Максим, получивший тяжёлое ранение, убивает нескольких членов ОПГ и уходит. Он направляется домой к прокурору города, который является крёстным отцом местной мафии, и убивает его. Таким образом, оружие, спрятанное 83 года назад, стреляет в современных паразитов, живущих за счёт нетрудовых доходов.
После всего Макс приходит к своей бывшей жене и говорит ей, что Георгий погиб и теперь он остался один. Бывшая жена говорит ему, что она — с ним.

## В ролях
- Сергей Варчук — Георгий
- Алексей Нилов — Максим
- Юрис Лауциньш — Гаврик
- Борис Бачурин — Сергей Петрович, старший опергруппы МВД
- Вадим Зайцев — Родик, сотрудник МВД
- Владимир Зинин — Лёва, сотрудник МВД
- Владимир Горьков — Смирнов («очкарик»), сотрудник МВД
- А. Бухвалов — Овчаренко
- Роман Федотов — Кравцов
- Елена Старостина — Наташа, подруга Георгия
- Маргарита Звонарёва — Вера, бывшая жена Макса
- Светлана Кучеренко — Алла, девушка на курорте
- Николай Иванов — коррумпированный сотрудник КГБ
- Вадим Лобанов — Беспалов, босс мафии
- Вячеслав Сорокин — подручный Беспалова
- Анатолий Журавлёв — боевик
- Владимир Белоусов — директор Дома Быта
- Ильгиз Булгаков — боевик
- Владимир Ерёмин — доктор—подпольщик
- Андрей Дежонов — Николай, руководитель подполья
- Игорь Лифанов — подпольщик (первая роль в кино)

## Съёмочная группа
- Автор сценария: Андрей Романов
- Режиссёр: Вячеслав Сорокин
- Оператор: Игорь Марков
- Композитор: Станислав Важов

## Критика
Киновед Любовь Аркус отметила, что фильм был снят в ранние девяностые, когда психологической драме было отказано в средствах и

Вячеслав Сорокин с его пристрастиями с способностями оказался не у дел. Детективный жанр вряд ли представлял для режиссёра соблазн. Скорее «Меченные» — это жест отчаяния, и вышел он очень неубедительным. Вячеславу Сорокину сподручнее плести не интригу, а психологическую вязь.